# ガリア (小惑星)
ガリア (148 Gallia) は、小惑星帯に位置する比較的大きな小惑星の一つ。珍しいR型小惑星に分類される。
1875年8月7日にフランスの天文学者、アンリ兄弟によってパリで発見された。フランスを含む地域のローマ時代の地名ガリアから命名された。